# زيولفايندي
زيولفايندي (بالإندونيسية: Zulfiandi) (17 يوليو 1995 في إندونيسيا - ) هو لاعب كرة قدم إندونيسي في مركز الوسط. لعب مع بيرسيبايا سورابايا.

## روابط خارجية
- زيولفايندي على موقع قاعدة بيانات كرة القدم.إي يو (الإنجليزية)
- زيولفايندي على موقع ناشيونال فوتبول تيمز (الإنجليزية)
- زيولفايندي على موقع Soccerway.com (الإنجليزية)